# Matematična struktura
Matemátična struktúra je množica M skupaj z dodatnimi lastnostmi, preslikavami in operacijami, ki določajo odnose med elementi te množice. 
Matematika preučuje različne strukture zato, ker v množicah z enako strukturo veljajo iste lastnosti. Če se dokaže, da je neka lastnost tipična za določeno strukturo, potem se lahko sklepa, da lastnost velja za vse množice, ki imajo tako strukturo.
Tak način gledanja se je razvil dokaj pozno. Prelomnico na tem področju predstavljajo Peanovi aksiomi za naravna števila. Giuseppe Peano je zajel celotno teorijo naravnih števil v pet aksiomov. Pokazal je, da se da iz teh aksiomov logično deducirati vse lastnosti naravnih števil, pri tem pa je najbolj presenetljivo spoznanje, da eksplicitna opredelitev pojma naravnega števila sploh ni potrebna. Aksiomi določajo strukturo, ne določajo pa same vsebine naravnega števila.
Po naziranju matematične skupine Bourbaki obstajajo trije tipi matematičnih struktur:
- strukture urejenosti,
- algebrske strukture in
- topološke strukture.

## Strukture urejenosti
Strukturo urejenosti na množici določa relacija urejenosti. 
Najbolj znana relecija urejenosti je urejenost števil po velikosti. Označuje se jo z znaki <, ≤, > in ≥. Ena od tipičnih lastnosti te relacije je tranzitivnost:
{\displaystyle (a<b\land b<c)\Rightarrow a<c\!\,.}
V množici naravnih oziroma celih števil se lahko opazuje tudi urejenost z relacijo deljivosti: a | b (beri a deli b oziroma a je delitelj števila b). Tudi za to relacijo velja tranzitivnost:
{\displaystyle (a~|~b\land b~|~c)\Rightarrow a~|~c\!\,.}
Med podmnožicami dane univerzalne množice U se lahko uvede relacijo urejenosti podmnožic: A ⊂ B (beri A je podmnožica B). Zanimivo, da tudi v tem primeru velja tranzitivnost – to je torej skupna lastnost vseh treh navedenih struktur urejenosti:
{\displaystyle (A\subset B\land B\subset C)\Rightarrow A\subset C\!\,.}

## Algebrske strukture
Algebrska struktura je določena z računskimi operacijami v dani množici.
Značilni zgled algebrske strukture je grupa. To je množica, v kateri je definirana računska operacija, ki je asociativna, ima nevtralni element in za vsak element ustrezni inverz. Te lastnosti so temeljne za celo vrsto različnih računskih operacij in zato predstavljajo osnovo drugih, bolj zapletenih algebrskih struktur kot so:
- kolobar
- obseg
- vektorski prostor

## Topološke strukture
Topološka struktura v dani množici določa, kateri element je v okolici nekega drugega elementa. Okolice sestavljajo določen sestav podmnožic, ki se imenujejo odprte množice.
Če je v množici definirana metrika (razdalja), se lahko definira okolico zelo preprosto: Element x je v okolici elementa a, če je razdalja med njima primerno majhna.
V množici realnih števil se po tem pravilu definira okolico s polmerom ε okrog točke a kot interval (a − ε, a + ε).